# Caipirinha
La caipirinha è un cocktail tipicamente brasiliano, a base di cachaça, limetta, acqua, zucchero di canna raffinato e ghiaccio. In Brasile è servita nella maggior parte dei ristoranti e bar ed è considerata una bevanda caratteristica del paese.

## Etimologia
Il suo nome deriva dal diminutivo della parola brasiliana caipira, che viene usato per designare gli abitanti delle zone rurali e remote dello stato.

## Ingredienti e preparazione
Ingredienti:
- 2 oz (6 cl) di cachaça
- mezza limetta

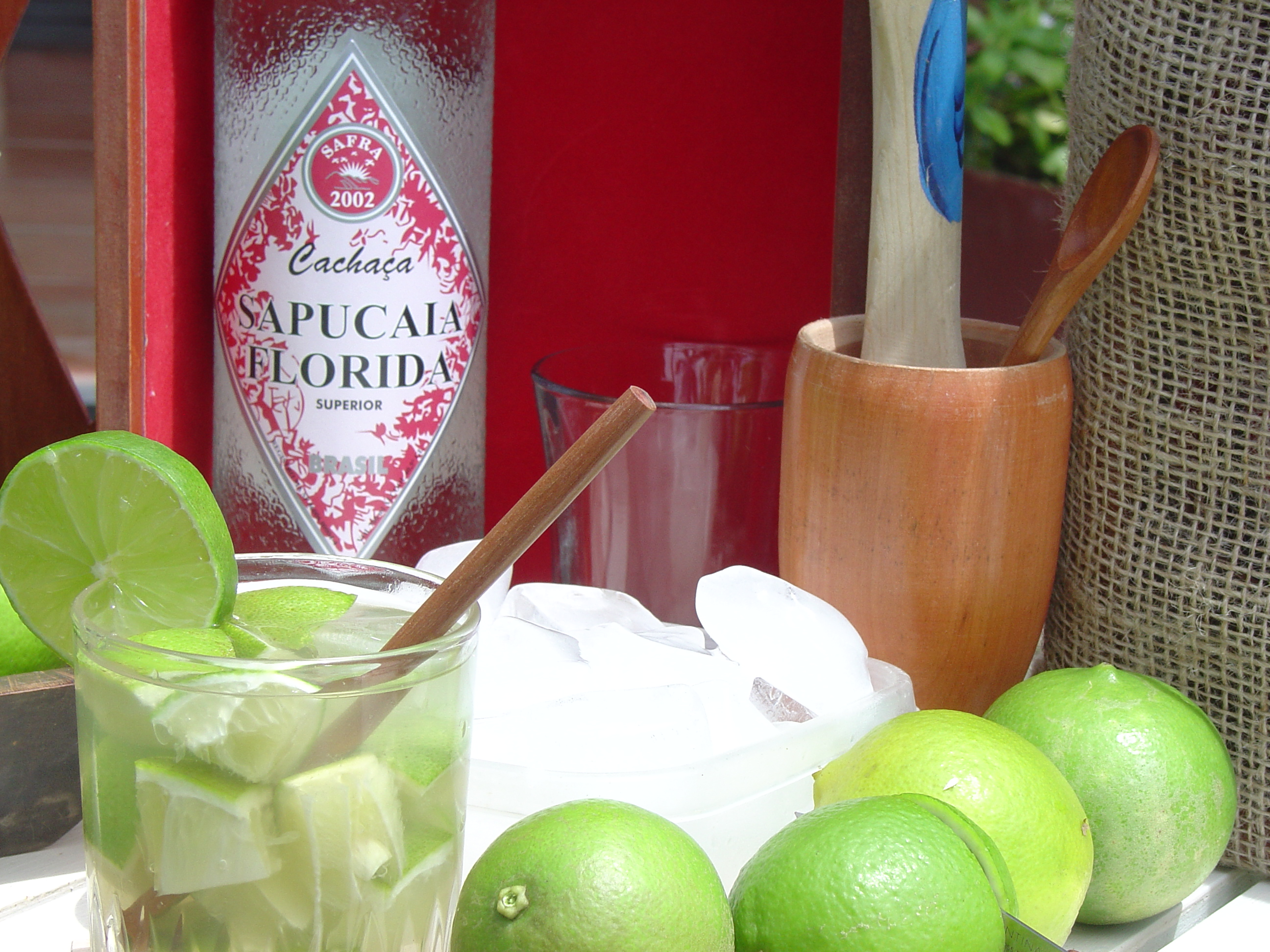
Caipirinha brasiliana.

- zucchero di canna o in alternativa bianco (3 cucchiaini da tè)
- ghiaccio tritato

Strumenti di preparazione:
- pestello (utile alla lavorazione degli ingredienti)
- bicchiere tipo highball oppure old fashioned (indispensabile a contenere i pezzetti di limetta)
- 2 cannucce corte

Preparazione del cocktail:
- tagliare la limetta a metà e poi in 4 pezzetti tutti di ugual misura; adagiarli nel bicchiere
- aggiungere lo zucchero e con il pestello esercitare una leggera pressione sulla polpa della limetta; è utile eseguire movimenti rotatori per far uscire il succo, ponendo attenzione a non comprimere troppo la buccia amara
- si aggiungono i cubetti di ghiaccio spaccati e infine la cachaça
- come guarnizione aggiungere una fetta di limetta (tagliata sottile) inserendola sul bordo del bicchiere
- servire il drink con due cannucce

Il drink non va shakerato né agitato, ma va mescolato con lo stirrer. Possibilmente si dovrebbe passare il succo della limetta sull'orlo del bicchiere, per poi aggiungere lo zucchero di canna: resta così uno strato zuccherato che lascia più sapore e gusto alla Caipirinha.

## Derivazioni

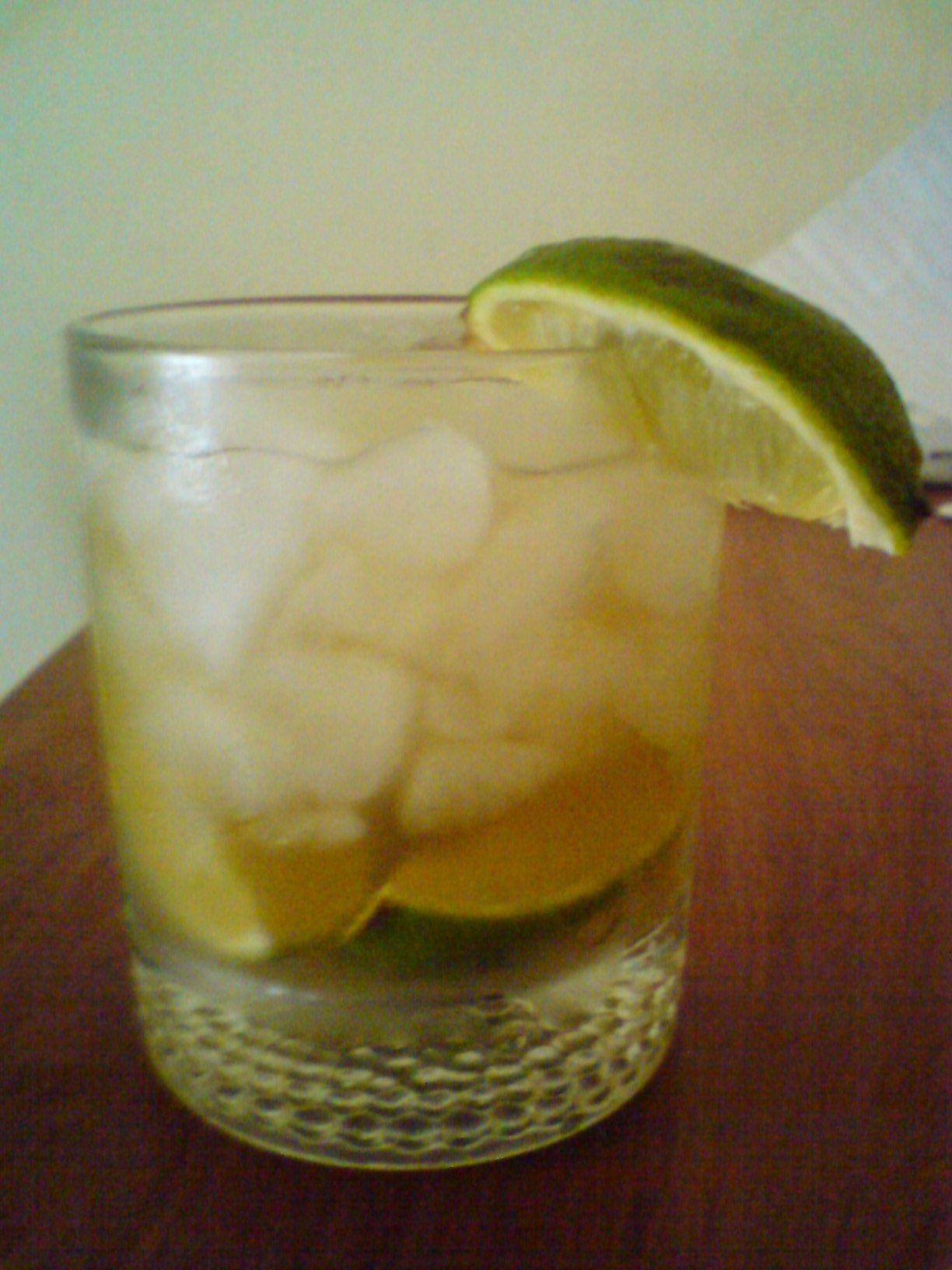
Caipiroska

Esistono molti cocktail derivanti dalla Caipirinha, in cui la cachaça viene sostituita con altri alcolici:
- La caipiroska è una nota variante della caipirinha preparata usando la vodka al posto della cachaça.[1][2][3] La caipiroska contiene 60 ml di vodka, mezza limetta tagliata a spicchi, un cucchiaino di zucchero bruno, un cucchiaino di zucchero grezzo di canna o di tipo turbinado e ghiaccio.[4][5]
- La Strawberry caipiroska, dove alla caipiroska si aggiunge la fragola[6]
- La caipiroska negra (conosciuta anche come Black Caipiroska o Caipiblack) fatta con la vodka nera
- La caipirissima, nella quale il rum sostituisce la cachaça[1]
- La caipiteqa, nella quale la tequila sostituisce la cachaça
- La caipirão, fatta con il liquore portoghese Beirão in sostituzione della cachaça